# قايدو مارشي
قايدو مارشي (بالإيطالية: Guido Marchi)‏ (21 سبتمبر 1896 في إيطاليا - 1 فبراير 1969 في إيطاليا) هو لاعب كرة قدم إيطالي في مركز الدفاع. لعب مع يوفنتوس.

## وصلات خارجية
- قايدو مارشي على موقع عالم كرة القدم.نت (الإنجليزية)